# Annen-Wullen
Die Landgemeinde Annen-Wullen (seit 1907 Annen) ging aus der Besetzung der Ruhr-Region durch napoleonische Truppen hervor. 1809 wurden die Gemeinden Witten, Annen, Rüdinghausen, Wullen sowie das heute zu Bochum gehörende Langendreer zur Mairie Witten vereinigt. Nach dem Abzug der Truppen um 1815 und der Auflösung der Mairie blieben Annen und Wullen als Landgemeinde miteinander verbunden.
Von 1874 bis 1929 bildete die Landgemeinde das Amt Annen-Wullen (seit 1907 Amt Annen).

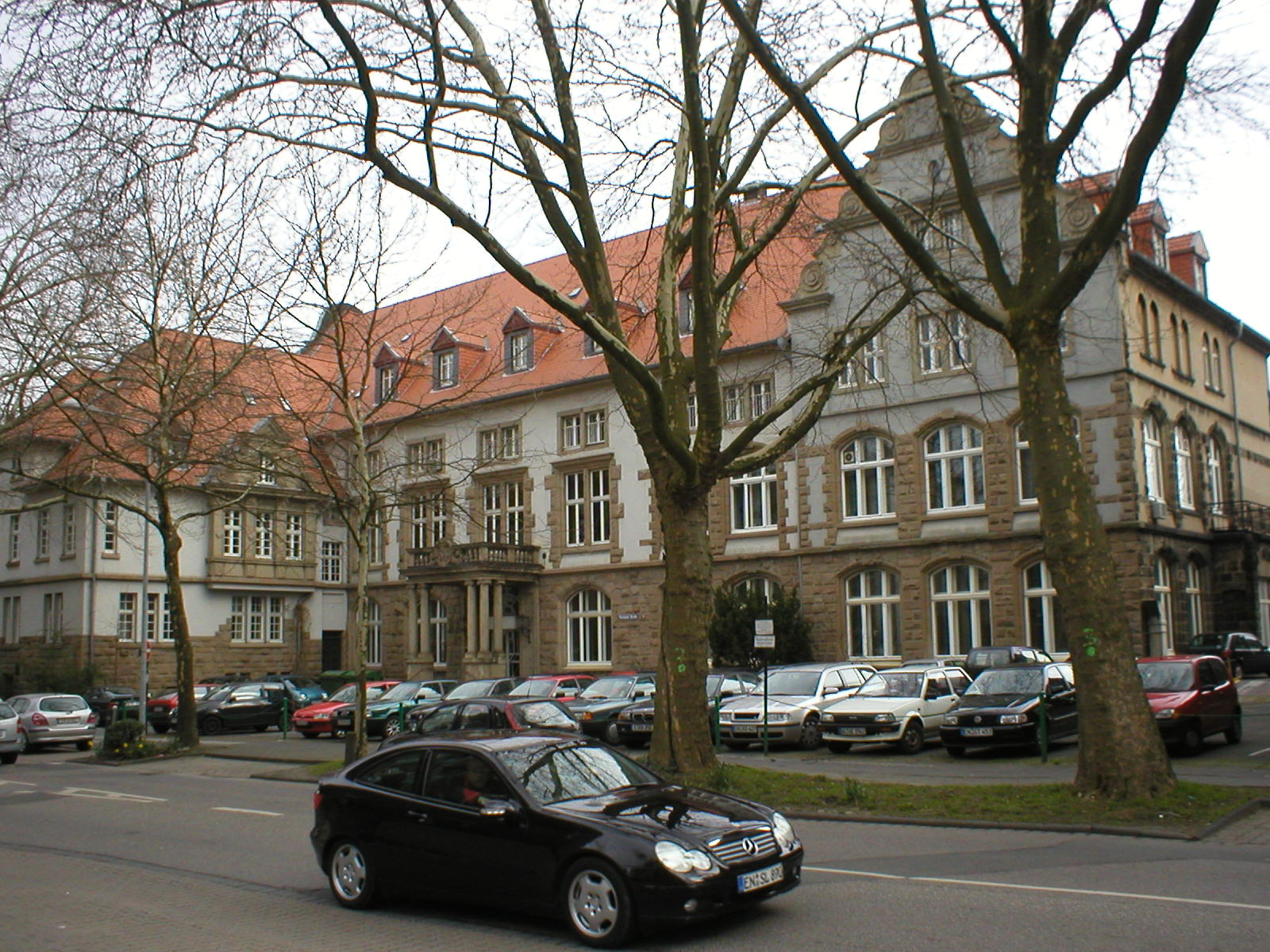
Das Amtshaus in Annen, heute Teil der Universität Witten-Herdecke

## Geschichte
Die Dörfer Annen und Wullen wurden erst durch die Mairie zusammengeführt. In der Landgemeinde spielte Wullen von Anfang an die untergeordnete Rolle. Im Gegensatz zu Annen, das sich im Laufe der Industrialisierung zu einem städtisch geprägten Ort mit der entsprechenden Infrastruktur entwickelte, Geschäftsansiedlungen inklusive, blieb Wullen landwirtschaftlich geprägt. 
1817 wurde die Landgemeinde dem Landkreis Dortmund zugeordnet und gehörte dort zunächst zur Bürgermeisterei Hörde. Seit 1845 gehörte Annen-Wullen zum Amt Lütgendortmund. Aufgrund des rasanten Bevölkerungsanstieges, hervorgerufen durch die Errichtung mehrerer Großzechen in der zweiten Hälfte des 19. Jahrhunderts, wurde Annen-Wullen am 19. Juni 1874 aus dem Amt Lütgendortmund herausgelöst und zu einem eigenen Amt erhoben.
Gemeinde und Amt Annen-Wullen wurden 1887 dem neuen Landkreis Hörde zugeordnet. 
Am 26. August 1907 wurde Gemeindename Annen-Wullen in Annen geändert.
Mit der Eingemeindung von Rüdinghausen, das bis dahin zum Amt Kirchhörde gehörte, wurde das Gemeinde- bzw. Amtsgebiet am 1. April 1922 deutlich vergrößert.
Ohne Stadtrechte aber blieb das Amt Annen letztlich nur ein Verwaltungskonstrukt. Vor allem die benachbarte kreisfreie Stadt Witten machte aus ihren Begehrlichkeiten gegenüber Annen keinen Hehl. Durch das Gesetz über die kommunale Neugliederung des rheinisch-westfälischen Industriegebiets wurde der Landkreis Hörde am 1. August 1929 aufgelöst. Damit einher ging das Ende des Amtes Annen. Annen wurde nach Witten eingemeindet, wo Annen und Rüdinghausen den Status von Stadtteilen erhielten. Wullen wurde zu einem Ortsteil von Annen heruntergestuft.

## Einwohnerentwicklung
| Jahr | Einwohner | Quelle |
| ---- | --------- | ------ |
| 1839 | 0860      | [ 4 ]  |
| 1859 | 01.873    | [ 5 ]  |
| 1871 | 04.449    | [ 6 ]  |
| 1885 | 07.393    | [ 7 ]  |
| 1895 | 09.171    | [ 8 ]  |
| 1910 | 13.690    | [ 9 ]  |
|      |           |        |
| 1925 | 17.730    | [ 10 ] |

1925 mit Rüdinghausen